# Allmäntillstånd
Allmäntillståndet på en patient avser rätt och slätt det allmänna tillståndet, det vill säga hur man mår och kroppen reagerar, och innefattar till exempel:
- Vakenhetsgrad
- Mentalt tillstånd
- Sensorie
- Temperatur
- Andningspåverkan
- Cirkulationspåverkan
- Nutrition
- Hydrering

Allmäntillståndet är det som läkarna undersöker först när det kommer in en patient för att snabbt få sig en uppfattning av hur patienten mår. Även som förälder när man ringer sjukvårdsupplysningen om sina barn är det viktigt att man har tittat på barnets allmäntillstånd, eftersom det är väsentligt för bedömningen av barnet.